# Col du Tourmalet
Col du Tourmalet (2114 m n. m.) je průsmyk v centrální části Pyrenejí, v regionu Okcitánie ve Francii.

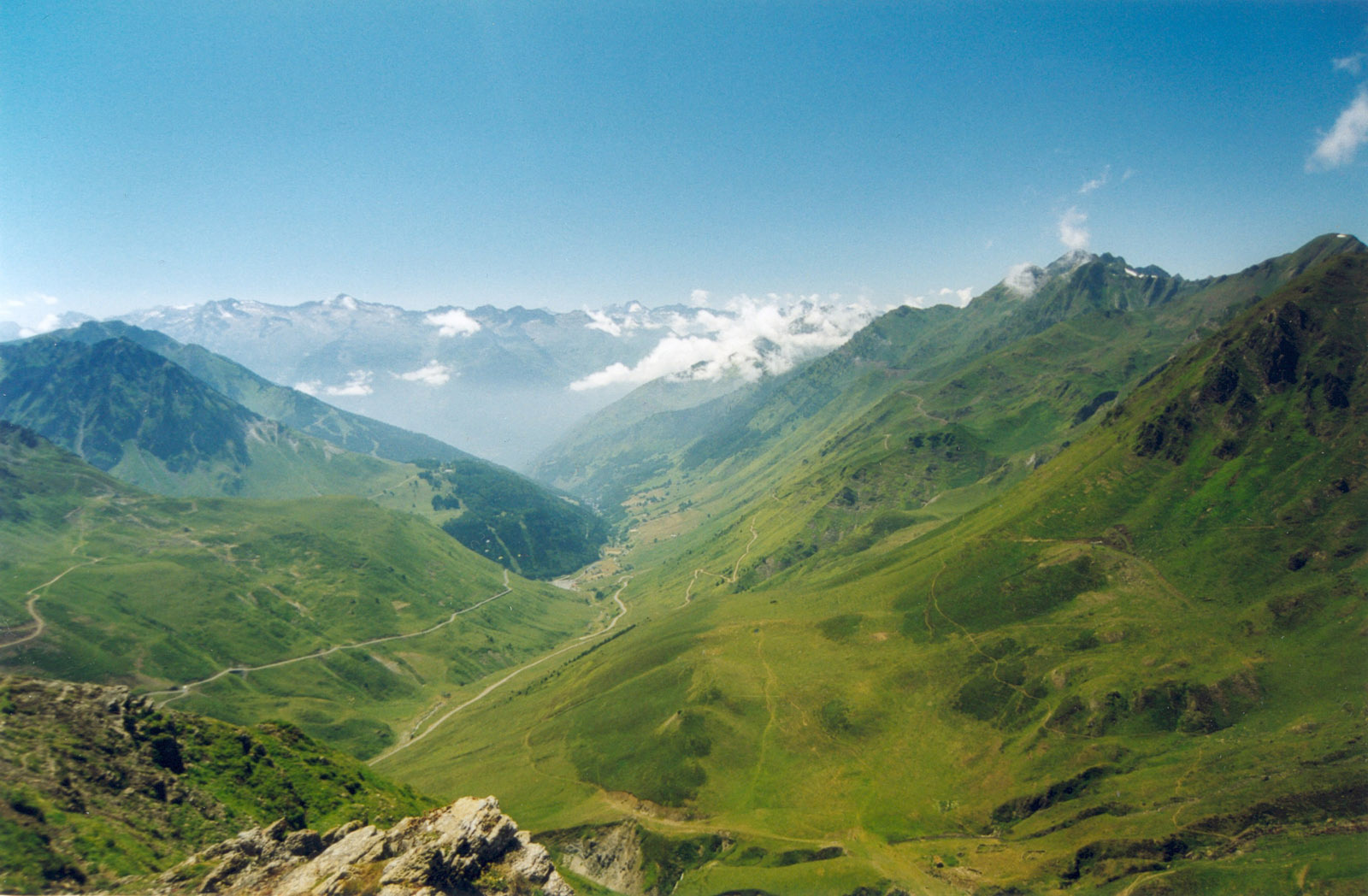
Průsmyk Tourmalet

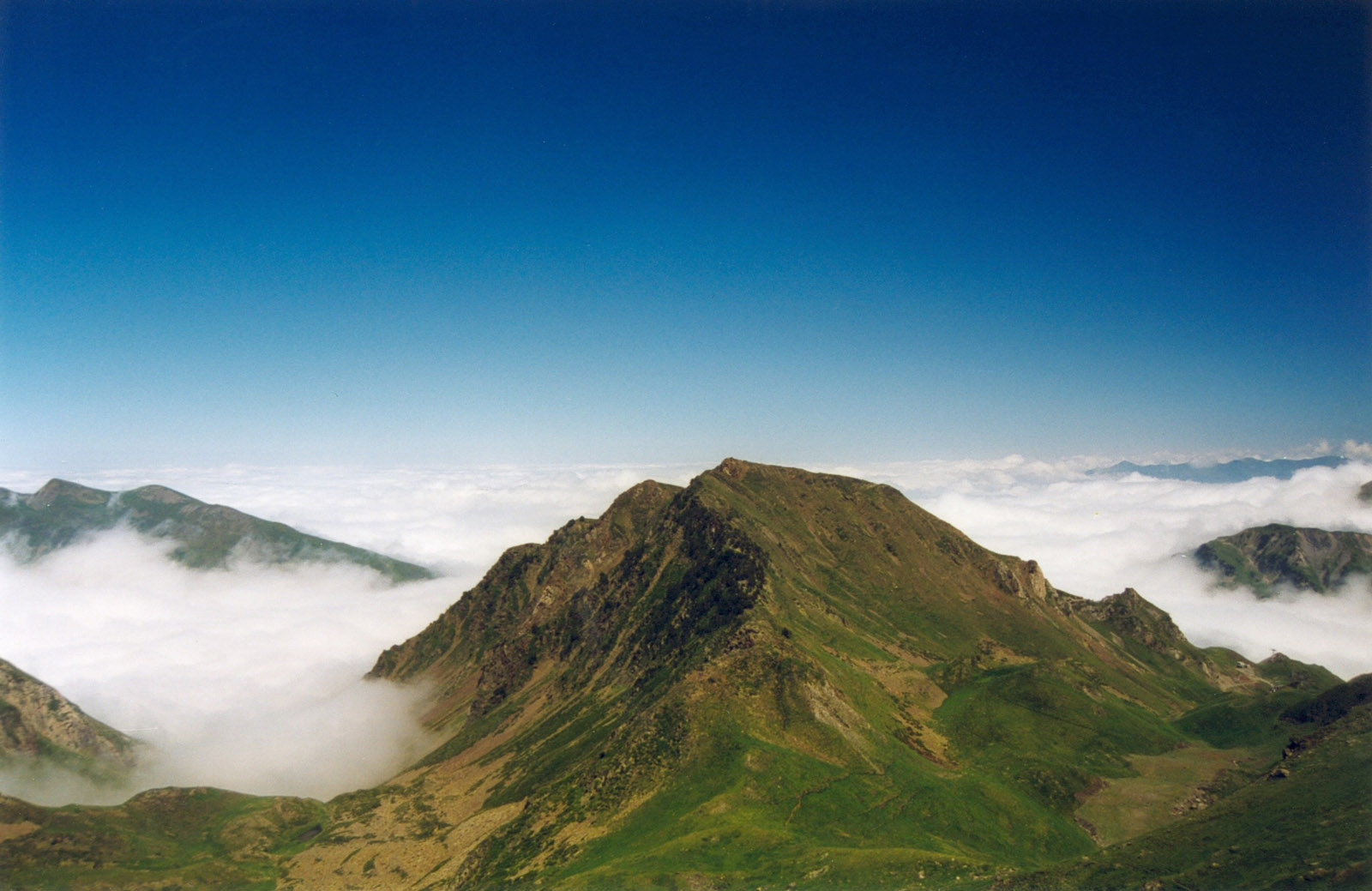
Průsmyk Tourmalet

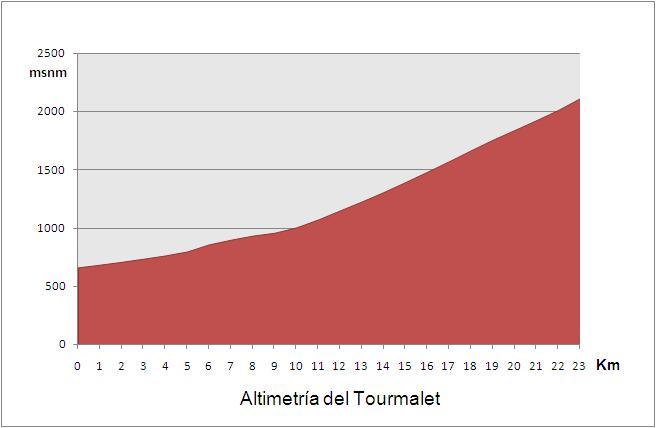
Výškový profil průsmyku

Průsmyk leží mezi zimním střediskem La Mongie a vesnicí Luz-Saint-Sauveur.
Název Tourmalet pochází z názvu místního druhu sýra.

## Podrobnosti o převýšení
Západní část stoupání, která začíná v Luz-Saint-Sauveur, je dlouhá 19 km. Převýšení je 1404 m (to je průměrně 7,4% stoupání s maximem 10,2 % poblíž vrcholu).
Z druhé strany je začátek stoupání v Sainte-Marie-de-Campan, má délku 17,2 km a převýšení 1268 m (to je průměrně 7,4% stoupání s maximem 10,0 %).

## Tour de France
Col du Tourmalet patří mezi nejčastější a nejobtížnější části cyklistického závodu Tour de France. Poprvé byl zařazen do trasy závodu v roce 1910. První závodník, který projel touto vrchařskou prémií, byl Octave Lapize.
Od roku 1947 do roku 2012 se jel závod přes Tourmalet 51krát, v letech 1974 a 2010 dokonce ve dvou po sobě jdoucích etapách, přičemž na vrcholu stoupání byl v obou těchto ročnících cíl jedné z etap.
Na vrcholku Col du Tourmalet je umístěn památník Jacquese Goddeta, ředitele Tour de France v letech 1936 až 1987.

### Vítězové vrchařských prémií (od r. 1947)
| Rok  | Etapa | Kategorie | První na vrcholu                       |
| ---- | ----- | --------- | -------------------------------------- |
| 1947 | 15    | 1         | Jean Robic                             |
| 1948 | 8     | 1         | Jean Robic                             |
| 1949 | 11    | 1         | Fausto Coppi                           |
| 1950 | 11    | 1         | Kléber Piot                            |
| 1951 | 14    | 1         | Jean Diederich                         |
| 1952 | 18    | 1         | Fausto Coppi                           |
| 1953 | 11    | 1         | Jean Robic                             |
| 1954 | 12    | 1         | Federico Bahamontes                    |
| 1955 | 18    | 1         | Miguel Poblet                          |
| 1957 | 18    | 1         | José Da Silva                          |
| 1959 | 10    | 1         | Armand Desmet                          |
| 1960 | 11    | 1         | Kurt Gimmi                             |
| 1961 | 17    | 1         | Marcel Queheille                       |
| 1962 | 17    | 1         | Federico Bahamontes                    |
| 1963 | 17    | 1         | Raymond Poulidor a Federico Bahamontes |
| 1964 | 16    | 1         | Julio Jimenez a Federico Bahamontes    |
| 1965 | 9     | 1         | Julio Jimenez                          |
| 1967 | 17    | 1         | Julio Jimenez                          |
| 1968 | 8     | 1         | Jean-Pierre Ducasse                    |
| 1969 | 17    | 1         | Eddy Merckx                            |
| 1970 | 19    | 1         | Andres Gandarias                       |
| 1971 | 16    | 1         | Lucien Van Impe                        |
| 1972 | 8     | 1         | Roger Swerts                           |
| 1973 | 14    | 1         | Bernard Thévenet                       |
| 1974 | 18    | 1         | Gonzalo Aja                            |
| 1975 | 11    | 1         | Lucien Van Impe                        |
| 1976 | 15    | 1         | Francisco Galdos                       |
| 1977 | 2     | 1         | Lucien Van Impe                        |
| 1978 | 11    | 1         | Michel Pollentier                      |
| 1980 | 13    | HC        | Raymond Martin                         |
| 1983 | 10    | HC        | Patrocinio Jimenez                     |
| 1985 | 17    | HC        | Pello Ruiz-Cabestany                   |
| 1986 | 13    | HC        | Dominique Arnaud                       |
| 1988 | 15    | HC        | Laudelino Cubino                       |
| 1989 | 10    | HC        | Robert Millar                          |
| 1990 | 16    | HC        | Miguel Martinez-Torres                 |
| 1991 | 13    | HC        | Claudio Chiappucci                     |
| 1993 | 17    | HC        | Tony Rominger                          |
| 1994 | 12    | HC        | Richard Virenque                       |
| 1995 | 15    | HC        | Richard Virenque                       |
| 1997 | 9     | HC        | Javier Pascual-Rodriguez               |
| 1998 | 10    | HC        | Alberto Elli                           |
| 1999 | 16    | HC        | Alberto Elli                           |
| 2001 | 14    | HC        | Sven Montgomery                        |
| 2003 | 15    | HC        | Sylvain Chavanel                       |
| 2006 | 11    | HC        | David de la Fuente                     |
| 2008 | 10    | HC        | Rémy Di Gregorio                       |
| 2009 | 9     | HC        | Franco Pellizotti                      |
| 2010 | 16    | HC        | Christophe Moreau                      |
| 2011 | 12    | HC        | Jérémy Roy                             |
| 2012 | 16    | HC        | Thomas Voeckler                        |
| 2014 | 18    | HC        | Blel Kadri                             |
| 2015 | 11    | HC        | Rafał Majka                            |
| 2016 | 8     | HC        | Thibaut Pinot                          |
| 2018 | 20    | HC        | Julian Alaphilippe                     |
| 2021 | 18    | HC        | Pierre Latour                          |
| 2023 | 6     | HC        | Tobias Halland Johannessen             |
| 2024 | 14    | HC        | Oier Lazkano                           |
| 2025 | 14    | HC        | Lenny Martinez                         |

### Vítězové etap s cílem na vrcholu
| Rok  | Etapa | Kategorie | Vítěz etapy              |
| ---- | ----- | --------- | ------------------------ |
| 1974 | 17    | 1         | Jean-Pierre Danguillaume |
| 2010 | 17    | HC        | Andy Schleck             |
| 2019 | 14    | HC        | Thibaut Pinot            |